# Diócesis de Morondava
La diócesis de Morondava (en latín: Dioecesis Morondaven(sis) y en francés: Diocèse de Morondava) es una circunscripción eclesiástica latina de la Iglesia católica en Madagascar, sufragánea de la arquidiócesis de Toliara. La diócesis tiene al obispo Marie Fabien Raharilamboniaina, O.C.D. como su ordinario desde el 26 de febrero de 2010.

## Territorio y organización
La diócesis tiene 45 200 km² y extiende su jurisdicción sobre los fieles católicos de rito latino residentes en parte de las regiones de Menabe y Melaky.
La sede de la diócesis se encuentra en la ciudad de Morondava, en donde se halla la Catedral de María Reina del Mundo. En Miandrivazo se encuentra la Concatedral de San José.
En 2019 en la diócesis existían 23 parroquias.

## Historia
La prefectura apostólica de Morondava fue erigida el 8 de enero de 1938 con la bula Quo evangelici del papa Pío XI, obteniendo el territorio de los vicariatos apostólicos de Fianarantsoa (hoy arquidiócesis de Fianarantsoa), de Majunga (hoy diócesis de Mahajanga), de Antsirabe (hoy diócesis de Antsirabe) y de Tananarive (hoy arquidiócesis de Antananarivo).
El 15 de marzo de 1939 se amplió incorporando una parte del territorio que pertenecía a la misión sui iuris de Miarinarivo (hoy diócesis de Miarinarivo) mediante el decreto Quum pro faciliori de la Congregación de Propaganda Fide.
El 14 de septiembre de 1955, con la bula Dum tantis del papa Pío XII, la prefectura apostólica fue elevada a diócesis sufragánea de la arquidiócesis de Tananarive (hoy arquidiócesis de Antananarivo).
El 11 de diciembre de 1958 pasó a formar parte de la provincia eclesiástica de la arquidiócesis de Fianarantsoa.
El 25 de abril de 1960 cedió una parte de su territorio para la erección de la diócesis de Morombe mediante la bula Africae gentes del papa Juan XXIII.
El 3 de diciembre de 2003 se convirtió en sufragánea de la arquidiócesis de Toliara.
El 8 de febrero de 2017 cedió una parte de su territorio para la erección de la diócesis de Maintirano por el papa Francisco.

## Estadísticas
De acuerdo al Anuario Pontificio 2020 la diócesis tenía a fines de 2019 un total de 69 650 fieles bautizados.
| Año                                                                             | Población            | Población | Población      | Sacerdotes | Sacerdotes    | Sacerdotes    | Bautizados por sacerdote | Diáconos permanentes | Religiosos | Religiosos | Parroquias |
| Año                                                                             | Bautizados católicos | Total     | % de católicos | Total      | Clero secular | Clero regular | Bautizados por sacerdote | Diáconos permanentes | Varones    | Mujeres    | Parroquias |
| ------------------------------------------------------------------------------- | -------------------- | --------- | -------------- | ---------- | ------------- | ------------- | ------------------------ | -------------------- | ---------- | ---------- | ---------- |
| 1950                                                                            | 20 553               | 212 000   | 9.7            | 10         |               | 10            | 2055                     |                      |            | 8          |            |
| 1970                                                                            | 22 080               | 226 225   | 9.8            | 21         | 2             | 19            | 1051                     |                      | 26         | 19         | 3          |
| 1980                                                                            | 24 800               | 234 000   | 10.6           | 15         |               | 15            | 1653                     |                      | 21         | 35         | 4          |
| 1990                                                                            | 32 150               | 262 000   | 12.3           | 21         | 1             | 20            | 1530                     |                      | 27         | 36         | 4          |
| 1999                                                                            | 34 500               | 421 940   | 8.2            | 21         | 2             | 19            | 1642                     |                      | 26         | 51         | 5          |
| 2000                                                                            | 37 100               | 435 870   | 8.5            | 22         | 2             | 20            | 1686                     |                      | 27         | 51         | 5          |
| 2001                                                                            | 38 600               | 437 370   | 8.8            | 25         | 3             | 22            | 1544                     |                      | 29         | 55         | 5          |
| 2002                                                                            | 38 200               | 448 280   | 8.5            | 29         | 2             | 27            | 1317                     |                      | 35         | 51         | 5          |
| 2003                                                                            | 39 600               | 456 320   | 8.7            | 30         | 2             | 28            | 1320                     |                      | 35         | 56         | 6          |
| 2004                                                                            | 41 620               | 460 200   | 9.0            | 32         | 2             | 30            | 1300                     |                      | 37         | 64         | 6          |
| 2013                                                                            | 52 605               | 546 000   | 9.6            | 43         | 9             | 34            | 1223                     |                      | 39         | 106        | 17         |
| 2016                                                                            | 61 679               | 589 788   | 10.5           | 50         | 12            | 38            | 1233                     |                      | 46         | 156        | 17         |
| 2017                                                                            | 56 692               | 675 000   | 8.4            | 60         | 15            | 45            | 945                      |                      | 8          | 150        | 21         |
| 2019                                                                            | 69 650               | 828 649   | 8.4            | 61         | 15            | 46            | 1141                     |                      | 60         | 184        | 23         |
| Fuente: Catholic-Hierarchy, que a su vez toma los datos del Anuario Pontificio. |                      |           |                |            |               |               |                          |                      |            |            |            |

## Episcopologio
- Joseph-Paul Futy, M.S. † (21 de enero de 1938-13 de febrero de 1947 nombrado vicario apostólico de Antsirabe)
- Étienne Garon, M.S. † (4 de julio de 1947-6 de junio de 1954 falleció)
- Paul Joseph Girouard, M.S. † (30 de diciembre de 1954-18 de febrero de 1964 falleció)
- Bernard Charles Ratsimamotoana, M.S. † (29 de septiembre de 1964-8 de agosto de 1998 renunció)
- Donald Joseph Leo Pelletier, M.S. † (15 de octubre de 1999-26 de febrero de 2010 retirado)
- Marie Fabien Raharilamboniaina, O.C.D., desde el 26 de febrero de 2010